# Макс Крузе
Макс Крузе (нім. Max Kruse, нар. 19 березня 1988, Райнбек) — німецький футболіст, що грав на позиції нападника. Відомий, зокрема, виступами за «Санкт-Паулі», менхенгладбаську «Боруссію», «Вольфсбург», «Вердер», «Уніон» а також національну збірну Німеччини.

## Кар'єра гравця
Крузе почав кар'єру в 1992 році у рідному «Райнбеці». Влітку 1998-го він перебрався в гамбургський «Кірхвердер», який через рік об'єднався з «Огзенвердер-Моорфлеєт», утворивши клуб «Фір-унд-Маршланде».
У січні 2006-го Крузе перейшов в бременський «Вердер», де він грав переважно за резервну команду. 29 вересня 2007 року Макс дебютував в Бундеслізі в матчі проти білефельдської «Армінії» (8-1), вийшовши на заміну на 62-й хвилині і віддавши гольовий пас Маркусу Русенбергу на 66-й хвилині (6-1).
Влітку 2009 року Крузе приєднався до «Санкт-Паулі» як вільний агент, підписавши контракт на 2 роки. Незважаючи на виліт клубу в Другу Бундеслігу, у 2011-му він продовжив контракт до 2014 року.
Влітку 2012-го Крузе перейшов у «Фрайбург». Макс провів успішний сезон, забивши 11 голів і віддавши 7 гольових передач, і допоміг клубу потрапити в Лігу Європи і дійти до півфіналу кубка Німеччини.
У квітні 2013 року було оголошено про принципову домовленість між «Фрайбургом» та «Боруссією» про перехід Крузе в менхенгладбахський клуб. Контракт був підписаний до 2017 року, а вартість трансферу склала €2,500,000.
10 травня 2015 року було оголошено про підписання 4-річного контракту Крузе з «Вольфсбургом».

## Титули і досягнення
«Вольфсбург»
- Суперкубок Німеччини
  - Володар (1): 2015